# Бахчевое
Бахчево́е (до 1948 года Курчу́м-Бочала́ укр. Бахчове, крымскотат. Qurtçum Boçala, Къуртчум Бочала) — исчезнувшее село в Джанкойском районе Крыма, располагавшееся на западе района, в степной части Крыма, примерно в 1 км к северу от современного села Крымка.

## Динамика численности населения
- 1805 год — 84 чел.[5]
- 1864 год — 8 чел.[6]
- 1915 год — 59/4 чел.[7][8]
- 1926 год — 83 чел.[9]
- 1939 год — 130 чел.[10]

## История
Первое документальное упоминание села встречается в Камеральном Описании Крыма… 1784 года, судя по которому, в последний период Крымского ханства Чуркун входил в Борулчанский кадылык Карасубазарского каймаканства. После присоединения Крыма к России (8) 19 апреля 1783 года, (8) 19 февраля 1784 года, именным указом Екатерины II сенату, на территории бывшего Крымского Ханства была образована Таврическая область и деревня была приписана к Перекопскому уезду. После Павловских реформ, с 1796 по 1802 год, входила в Перекопский уезд Новороссийской губернии. По новому административному делению, после создания 8 (20) октября 1802 года Таврической губернии, Курчум-Бочала был включён в состав Бозгозской волости Перекопского уезда.
По Ведомости о всех селениях в Перекопском уезде состоящих с показанием в которой волости сколько числом дворов и душ… от 21 октября 1805 года в деревне Курчум числилось 9 дворов и 84 жителя, все — крымские татары. На военно-топографической карте генерал-майора Мухина 1817 года деревня Чурчю-бочала обозначена с 14 дворами. После реформы волостного деления 1829 года Курчум, согласно «Ведомости о казённых волостях Таврической губернии 1829 года», отнесли к Эльвигазанской волости. На карте 1836 года в деревне 13 дворов. Видимо, вследствие эмиграции крымских татар в Турцию, деревня заметно опустела, и на карте 1842 года Курчум-Бочала обозначена условным знаком «малая деревня» (это означает, что в ней насчитывалось менее 5 дворов).
В 1860-х годах, после земской реформы Александра II, деревню включили в состав Бурлак-Таминской волости. В «Списке населённых мест Таврической губернии по сведениям 1864 года», составленном по результатам VIII ревизии 1864 года, Курчум-Бочала — владельческая татарская деревня с 3 дворами и 8 жителями при колодцах. По обследованиям профессора А. Н. Козловского начала 1860-х годов, вода в колодцах деревни Куршум была пресная, а их глубина колебалась от 8 до 10 саженей (16—21 м). На трехверстовой карте Шуберта 1865 года Курчум-Бочала ещё обозначена, а на карте с корректурой 1876 года на её месте — безымянный хутор. Согласно «Памятной книжке Таврической губернии за 1867 год», деревня Курчум стояла покинутая ввиду эмиграции крымских татар, особенно массовой после Крымской войны 1853—1856 годов, в Турцию.
В дальнейшем в доступных источниках конца XIX — начала XX века поселение не встречается, и только в Статистическом справочнике Таврической губернии 1915 года в деревне Курчум-Бочала (вакуф) Богемской волости Перекопского уезда числилось 17 дворов (15 дворов с землёй, 2 — безземельные) с татарским населением в количестве 59 человек приписных жителей и 4 — «посторонних», из которых 36 мужчин и 27 женщин. Жители владели 150 десятинами удобной земли. В хозяйствах имелось 32 лошади, 11 коров и 122 головы мелкого скота.
После установления в Крыму Советской власти, по постановлению Крымревкома от 8 января 1921 года № 206 «Об изменении административных границ» была упразднена волостная система и в составе Джанкойского уезда был создан Джанкойский район. В 1922 году уезды преобразовали в округа. 11 октября 1923 года, согласно постановлению ВЦИК, в административное деление Крымской АССР были внесены изменения, в результате которых округа были ликвидированы, основной административной единицей стал Джанкойский район и село включили в его состав. Согласно Списку населённых пунктов Крымской АССР по Всесоюзной переписи 17 декабря 1926 года, в селе Курчум-Бочала Марьинского сельсовета Джанкойского района числилось 20 дворов, все крестьянские, население составляло 83 человека, из них 82 татарина и 1 украинец. По данным всесоюзной переписи населения 1939 года в селе проживало 130 человек.
В 1944 году, после освобождения Крыма от фашистов, согласно постановлению ГКО № 5859 от 11 мая 1944 года, 18 мая крымские татары из села были депортированы в Среднюю Азию. 12 августа 1944 года было принято постановление № ГОКО-6372с «О переселении колхозников в районы Крыма» и в сентябре 1944 года в район приехали первые новоселы (27 семей) из Каменец-Подольской и Киевской областей, а в начале 1950-х годов последовала вторая волна переселенцев из различных областей Украины. С 25 июня 1946 года Курчум-Бочала в составе Крымской области РСФСР. Указом Президиума Верховного Совета РСФСР от 18 мая 1948 года Курчум-Бочалу переименовали в Бахчевую. 26 апреля 1954 года Крымская область была передана из состава РСФСР в состав УССР. Ликвидировано до 1960 года, поскольку в «Справочнике административно-территориального деления Крымской области на 15 июня 1960 года» селение уже не значилось (согласно справочнику «Крымская область. Административно-территориальное деление на 1 января 1968 года» — в период с 1954 по 1968 годы, как село Лобановского сельсовета).